# Tak to lata
Tak to lata (styl. TAK TO LATA) – singel polskiej grupy youtuberów Bungee, który został wydany 3 lipca 2025 przez Bungee Records w dystrybucji Sony Music Entertainment Poland.

## Geneza utworu i historia wydania
Utwór został napisany oraz skomponowany przez Patryka Bandurskiego, Dawida Rzeźnika oraz Jakuba Rokickiego. Natomiast za produkcję odpowiada cała grupa Bungee. Utwór wykonali Tuszol, Dżinold oraz Bandura.
Singel ukazał się w formacie digital download oraz w streamingu 3 lipca 2025 w Polsce. Za wydanie utworu odpowiada Bungee Records w dystrybucji Sony Music Entertainment Poland.

## Twórcy
Opracowano na podstawie materiałów źródłowych.
- Bungee – produkcja, miks, mastering
  - Bandura, właśc. Patryk Bandurski – wokal, tekst, kompozycja
  - Dżinold, właśc. Dawid Rzeźnik – wokal, tekst, kompozycja
  - Tuszol, właśc. Łukasz Tuszyński – wokal
  - Merghani, właśc. Jakub Rokicki – tekst, kompozycja

## Lista utworów
- Digital download[1]

1. „TAK TO LATA” – 2:59

## Teledysk
Do utworu powstał teledysk, który udostępniono 3 lipca 2025 za pośrednictwem serwisu YouTube, Apple Music oraz Tidal.

## Notowania

### Pozycja na tygodniowych listach
| Kraj   | Lista                    | Pozycja |
| ------ | ------------------------ | ------- |
| Polska | OLiS – single w streamie | 1       |
| Polska | Billboard Poland Songs   | 1       |